# Dizionario Enciclopedico Universale della Musica e dei Musicisti
Il Dizionario Enciclopedico Universale della Musica e dei Musicisti, spesso abbreviato con l'acronimo DEUMM,  è un dizionario enciclopedico, in lingua italiana, che tratta di musica e musicisti. Concepito e diretto da Alberto Basso e pubblicato dalla UTET, è una fra le più vaste opere di consultazione dedicate alla musica, in particolare a quella di tradizione occidentale; comprende in tutto 22 volumi, suddivisi in quattro sezioni:
- Il Lessico, 4 volumi (1983-4)
- Le Biografie, 8 volumi (1985-8) più 2 supplementi: Appendice (1990), Appendice 2005, (2004)
- I titoli e i personaggi, 3 volumi (1999)
- Storia della musica e Cronologia, 5 volumi (2004-5).

## Il lessico
La prima sezione comprende i termini musicali, i generi e le forme, le correnti e i periodi storici, gli strumenti, la danza, la metrica, l'acustica; vi sono poi numerose voci di carattere storico-geografico, dedicate a Paesi e città che presentano particolare interesse sotto il profilo delle rispettive tradizioni musicali. Di particolare rilievo sono le voci di carattere bibliografico: quelle relative alle fonti musicali manoscritte (Cancionero, Chansonnier, Liederbuch, Manoscritti; altre informazioni congeneri si trovano all'interno di voci come Cantiga e Romance) e quelle dedicate alle edizioni critiche di musiche del passato (Monumenti musicali e Musicologia), alle opere di consultazione (Dizionari) e alle pubblicazioni periodiche (Periodici musicali).

## Le biografie
La seconda sezione comprende voci biografiche; vi sono trattati compositori, cantanti, strumentisti, costruttori di strumenti, librettisti, danzatori e coreografi, teorici, musicologi, critici musicali, scenografi, registi teatrali, nonché scrittori e drammaturghi le cui opere abbiano un certo rilievo nella storia della musica. Ai compositori più importanti sono dedicate voci più complesse, comprensive di note critiche, cataloghi delle opere in tabelle e apparati bibliografici.

## I titoli e i personaggi
Concepita come completamento delle precedenti, la terza sezione consiste in un dizionario di titoli di opere musicali; le composizioni, anche di autori diversi, che hanno come protagonista un medesimo personaggio (il quale può essere storico, biblico, mitologico, fiabesco, letterario) sono raggruppate sotto il nome di quest'ultimo. Di ciascuna sono indicati i nomi degli autori, le date di composizione e di prima esecuzione o rappresentazione, l'editore e la data della prima pubblicazione a stampa; le voci dedicate ai lavori teatrali sono corredate di concisi riassunti dei rispettivi libretti. La sezione comprende due appendici: un elenco di arie, cori e altre pagine di cantate e opere teatrali; e il repertorio dei personaggi citati.

## Storia della musica e Cronologia
La Storia della musica comprende quattro volumi, dei quali i primi tre sono opera di Alberto Basso e vanno dalle origini alla fine dell'Ottocento. Il quarto volume è dedicato al Novecento (autori Carlo Benzi, Stefano A. E. Leoni, e Andrea Lanza), al jazz (Maurizio Franco) e alla popular music (Franco Fabbri).
La Cronologia occupa l'intero quinto volume. Il testo, compilato da più autori coordinati redazionalmente, consiste in un'elencazione di fatti musicali rilevanti considerati anno per anno, dal 1000 avanti Cristo al 2000 dopo Cristo.